# 代尔沃
代尔沃（德語：Delve）是德国石勒苏益格－荷尔斯泰因州的一个市镇。总面积15.84平方公里，总人口712人，其中男性370人，女性342人（2011年12月31日），人口密度45人/平方公里。